# Focus (musikgrupp)
Focus är en progressiv rockgrupp som bildades 1969 i Amsterdam, Nederländerna. Gruppen är kanske främst ihågkommen för den speciella låten "Hocus Pocus", ett stycke progressiv rock innehållandes joddling, flöjt och dragspelssolon blandat med tunga hårdrocksriff.

## Biografi
Ursprungsmedlemmar i gruppen var Thijs van Leer (sång/flöjt/keyboards), Jan Akkerman (gitarr), Martin Dresden (bas) och Hans Cleuver (trummor). I den uppsättningen släppte gruppen sitt debutalbum, In and Out of Focus, och fick en mindre hit med "House of the King". 
Inför nästa albumsläpp hade man bytt ut Dresden och Cleuver till förmån för Cyril Havermanns (bas) och Pierre van der Linden (trummor). Det var gruppens andra album Moving Waves som innehöll "Hocus Pocus". Låten blev en hit i USA 1973 och tog sig upp på nionde plats på Billboards singellista. Vid det tredje albumsläppet fanns en ny basist, Bert Ruiter. I den uppsättningen fick man en hit i hemlandet med "Sylvia". 
Bandmedlemmar kom och gick, och det sista albumet gruppen släppte innan den upplöstes var Focus Con Proby som de gjorde tillsammans med brittiska popstjärnan P.J. Proby. Flera återföreningar har dock gjorts sedan dess. Idag består bandet av Thijs van Leer (sång/flöjt/orgel), Pierre van der Linden (trummor), Bobby Jacobs (bas) och Menno Gootjes (gitarr). Det senaste albumet släpptes 2012 med namnet Focus X.

## Diskografi
- 1970 – In and Out of Focus
- 1972 – Moving Waves
- 1972 – Focus III
- 1973 – At the Rainbow (livealbum)
- 1974 – Hamburger Concerto
- 1975 – Mother Focus
- 1977 – Ship of Memories
- 1978 – Focus Con Proby
- 2002 – Focus 8
- 2006 – Focus 9 / New Skin
- 2012 – Focus X